# Hartley Wintney
Hartley Wintney är en ort och civil parish i Storbritannien.   Den ligger i grevskapet Hampshire och riksdelen England, i den södra delen av landet, 60 km väster om huvudstaden London. Hartley Wintney ligger 70 meter över havet och antalet invånare är 4 843.
Terrängen runt Hartley Wintney är platt. Runt Hartley Wintney är det tätbefolkat, med 383 invånare per kvadratkilometer. Närmaste större samhälle är Reading, 17,6 km norr om Hartley Wintney. Omgivningarna runt Hartley Wintney är en mosaik av jordbruksmark och naturlig växtlighet.